# Peluco
José Agustín Martí Navarro (València, 20 de febrer de 1975) és un exjugador professional d'escala i corda, que jugà a la posició de rest o dauer amb els noms de Martí i Peluco. Forma part dels jugadors formats a Pelayo.
Comença a jugar a l'any 1984 a l'escola Municipal de Pelayo. L'any 1991 queda subcampió del Trofeu Juber. L'any 1999 queda campió de la Lliga Caixa Popular i l'any 2001 queda subcampió d'esta mateixa Lliga. Actualment gestiona el trinquet de Vilamarxant, i el de la Pobla de Vallbona.

## Palmarès[calcitació]
- Trofeu Juber campió 1991
- Lliga Caixa Popular campió 1999
- Lliga Caixa Popular subcampió 2001